# 軍中樂園

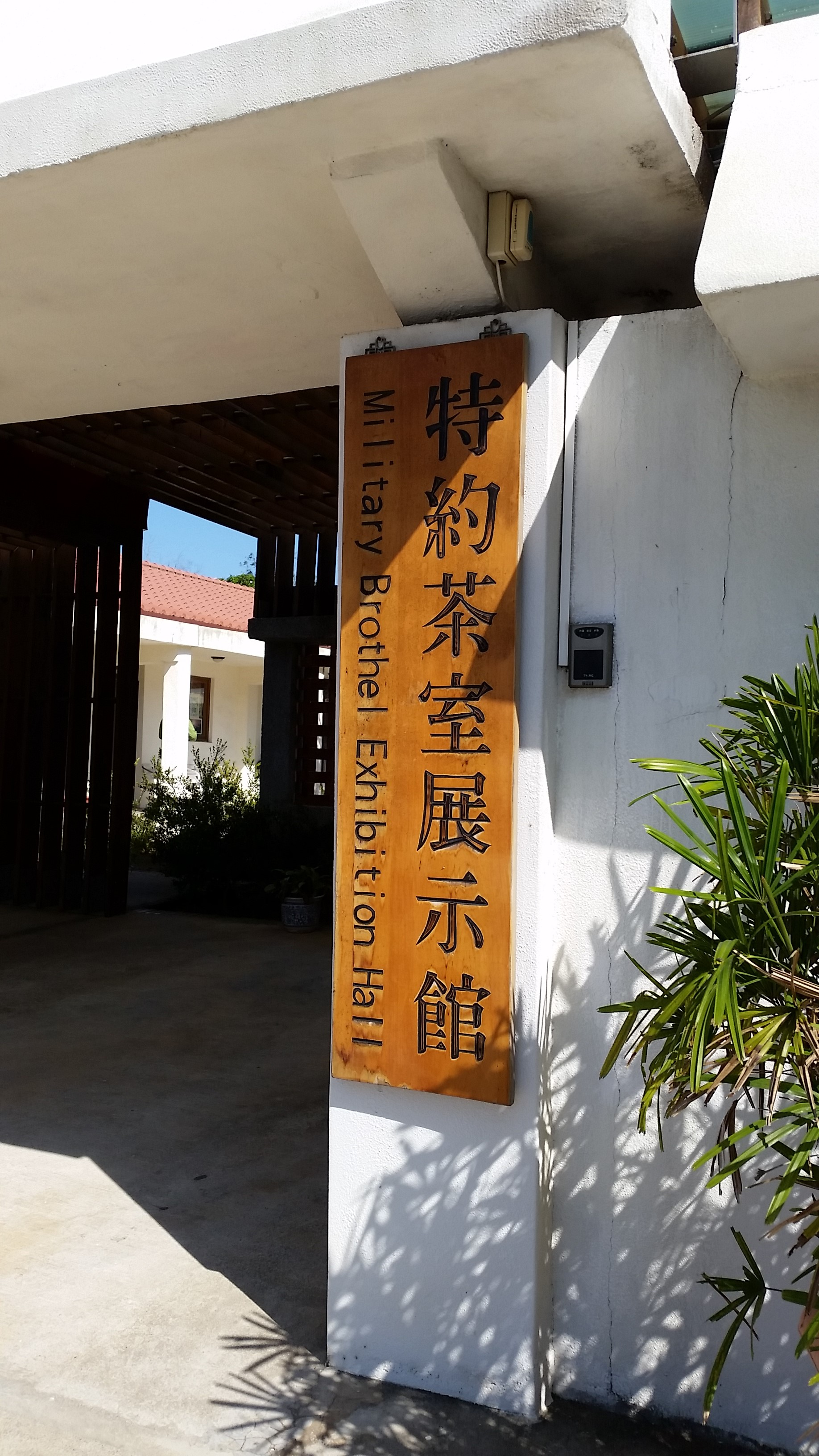
特約茶室展示館大門口

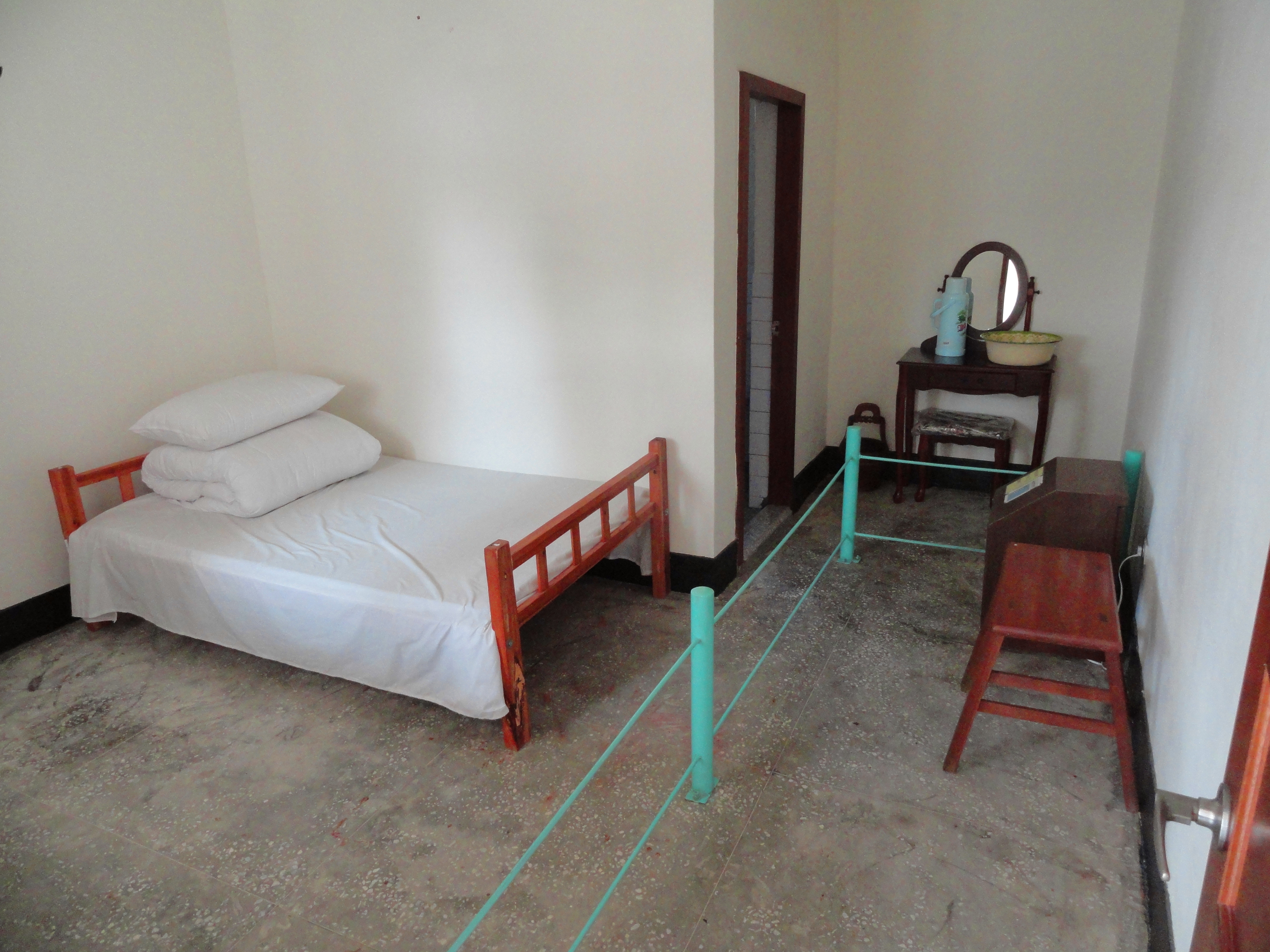
特约茶室房间

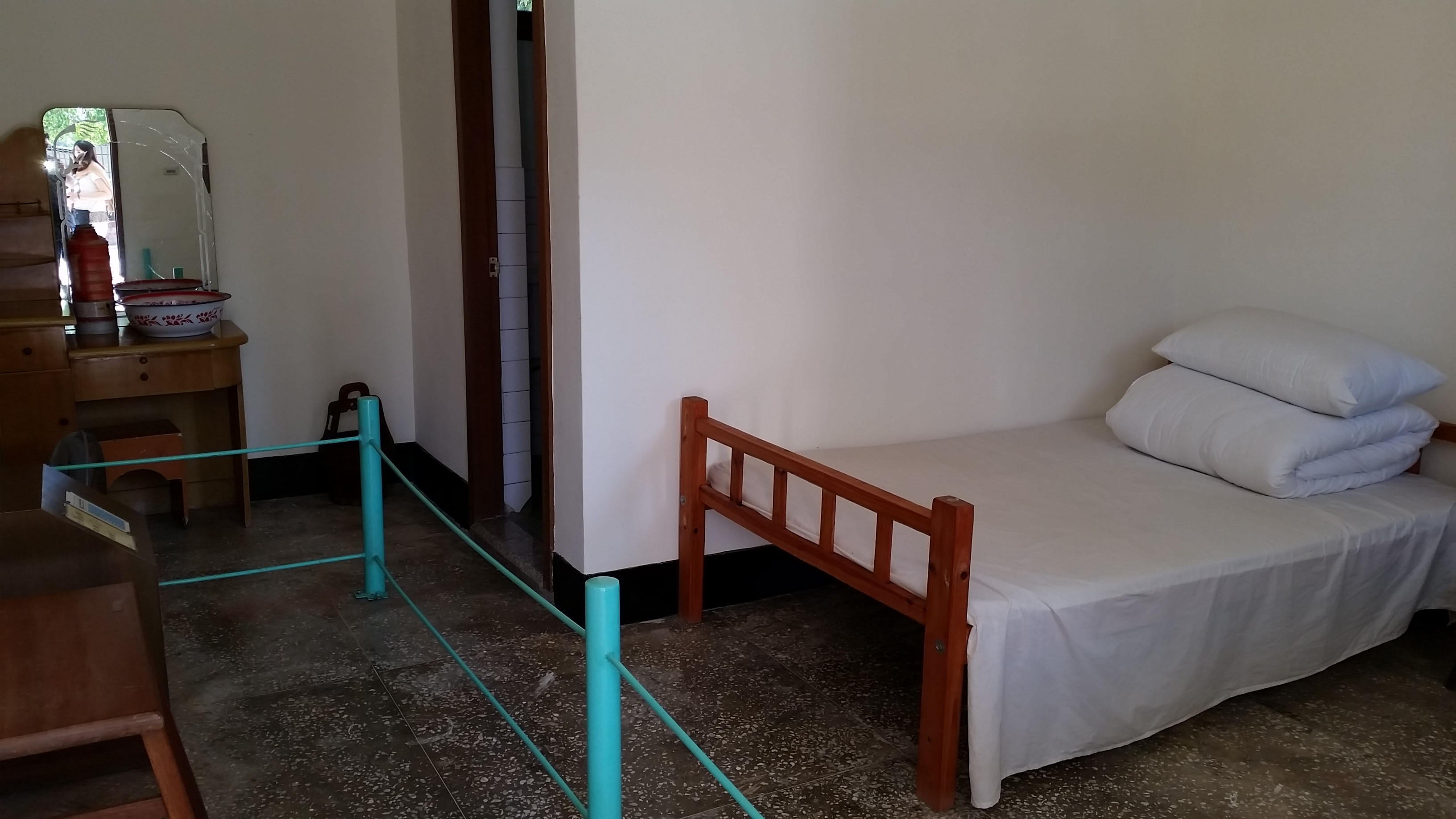
特约茶室房间

軍中特約茶室，俗稱軍中樂園、831或八三么，是中華民國政府在1950年代至1990年代，由中華民國國防部在臺灣本島與離島金門馬祖軍營以契約方式設立以滿足現役軍人性需要的場所。
以金門八三一而言，最多時曾高達七處，分別設置在金城鎮的北門、庵前、小徑、成功、新市、金沙鎮的陽宅以及小金門的西宅。不只如此，特約茶室還普及到同樣是實施戰地政務實驗辦法的馬祖，爾後亦開始設立於駐守在臺灣本島的中華民國陸軍各軍團或國軍各部隊集結地點。而本島較具規模的有台南市特約茶室及陸軍第二軍團鳳山特約茶室等等。不久，金門循例一共設立數處此類型妓院。
一般來說，與其他八三一相同，金門八三一的經營模式、規模、購票消費等等極為類似當時台灣各縣市仍有的公娼。比方，八三一模仿台灣從日治時代沿襲下來的公娼分級，將八三一性服務工作者分為甲級公娼與乙級公娼。一般而言，甲級公娼提供尉級以上的軍官性服務，而士官、士兵只能讓乙級公娼提供性服務。
這種制度，在1980年代後逐步關閉，直到1992年才被中華民國政府完全取消，絕跡於臺灣。

## 金門八三一
金門八三一的正式名稱為「陸軍金門防衛司令部軍中特約茶室」。會有「八三一」的俗稱，是由於首間軍中特約茶室「仁武特約茶室」初設金門金城鎮時，駐金門軍民均使用仁武特約茶室所屬電話分機「八三一」作為該場所代號。之後「八三一」亦成為這種「茶室」的別稱；另一種講法是，「831」是「8311」的簡稱，而「8311」這個代號在民間常見的通訊用密碼協議中是代表女性生殖器官的一個字（屄）。
又八三一的「一」字的中華民國軍方念法為「么（ㄧㄠ，大陸寫作「幺」）」，因此金門八三一通常有金門八三么的別稱。而八三一許多名稱中，以「八三么」名稱最為普遍。
金門地區性產業何時發跡目前尚無實證，但已知於1930年以前便已營業。1930年金門僑刊《顯影》雜誌中記載，中華民國派金門新任縣長深感島中青年孤獨生活之枯燥，即刻允著名老鴇以月捐一百三十元納捐，得自由買娼營業，後乃至妓館應接不暇，更有福州人前來擴展據點。

### 經營狀況
俗稱八三么的軍中特約茶室於1950年代初，普設於台灣與其離島。以金門八三一而言，最多時曾高達七處，分別設置在金城鎮的北門、庵前、小徑、成功、新市、金沙鎮的陽宅以及小金門的西宅。金門特約茶室內部管理鬆散，經費浮報濫用毫無節制，帳務不實層出不窮，雖表面上由軍方督導經營，但實際操作者是一位過去在中國大陸就從事相關工作的老手徐文忠。徐氏抵台後重操舊業，後金防部禮聘至金門任特約茶室經理。

#### 公教娛樂劵
金門特約茶室使用之「娛樂票」由金防部統一印製控管，加蓋政五組圖章才生效。茶室之娛樂票，分別有士官兵娛樂劵、尉官娛樂劵，甚至有「公教娛樂劵」。當月未售完之票券次月即作廢銷燬，以防外流之弊。

#### 設台北召募站
提高「台北召募站」召募費，每名一千元調高至一千三百元，新招募侍應生每人無息借予安家費一萬元，但年齡不得超過三十歲，服務未滿三個月不得請領募費。金防部總室針對票房紀錄未盡理想、服務態度不佳之高齡侍應生，予以檢討解雇以逹汰舊換新。應募的侍應生自須備妥「身份證」、「戶籍謄本」、「本人同意書」、「切結書」併同「金馬地區出入境申請書」，由台北召募站送金城總室轉呈查核，總室再依侍應生之年齡、外貌，依特約茶室缺額人數分發到各級茶室。

#### 派遣軍醫為侍應生抹片檢查
派遣軍醫組及醫務人員，每週一為侍應生抹片檢查，並於尚義醫院設立「性病防治中心」。後為了防止性病蔓延，隨票加贈保險套，製作宣傳標語貼於各茶室售票處。

#### 茶室分級編組
為方便管理營運，依實際需要特將茶室分為甲、乙、丙三級，以侍應生滿20人、15人、6人以上來區分。金城、山外為甲級茶室，庵前、沙美、小徑、東林為乙級茶室，成功、后宅、
青歧為丙級茶室。

#### 金防部特約茶室公教人員時間
特約茶室除星期四因應環境整理及性防檢查，而暫停營業外，皆開放營業，時間分為三個時段，上午八點至十一點半，下午一點到五點，晚間六點到九點。很特別的是，晚上六點五十分到九點，是專屬服務公教人員的時間。

#### 娛樂票時間以二十分鐘為限、逾時補票
進入房間開始，每張娛樂票限時二十分鐘，逾時補票。娛樂票價格依對象分：校官票、尉官票、士官兵票、特價票（公務人員適用）四種。

## 經營模式
一般來說，與其他八三一相同，金門八三一的經營模式、規模、購票消費等等極為類似當時台灣各縣市仍有的公娼。比方，八三一模仿台灣從日治時代沿襲下來的公娼分級，將八三一性服務工作者分為甲級公娼與乙級公娼。一般而言，甲級公娼提供尉級以上的軍官性服務，而士官、士兵只能讓乙級公娼提供性服務。

## 雇員來源
根據曾承辦金門特約茶室業務的前軍中人員陳長慶的所見經驗，特約茶室成員都是自願被招募而來。戰區的金門特約茶室透過臺北招募站招募，金防部對她們的背景有嚴格審查，經過層層審核方能加入，身體殘疾或未成年少女等，皆不得招募，沒有逼良為娼或強迫賣淫的情事。若適應不良或家中有變故，特約茶室成員隨時可以申請離開。軍中對她們的待遇良好，沒有虐待或苛待的情事。

## 法理依據
軍中特約茶室是蔣經國擔任國防部總政治作戰部主任時期，依據中華民國國防部總政治作戰部頒布的《特約茶室設置與管理辦法》所成立的，業務由中華民國國軍各級政治作戰部政五處（已裁撤）承辦，但不是由國家直接經營，而是以契約方式由民間招聘女性服務員（或稱為「侍應生」）對軍隊提供性服務，由軍隊政治作戰單位為主管機關。

## 起因
民國三十八年（1949年）底，中華民國政權因第二次國共內戰戰敗退守臺灣本島，着眼於防禦臺灣，特別於仍在有效行政管轄範圍內的金門島及馬祖列島由中華民國政權行政院頒佈「金門馬祖地區戰地政務實驗辦法」，全面實施軍事管制並駐守兵力數量相當龐大的中華民國政權軍部隊。民國三十九年（1950年），臺灣海峽兩岸情勢稍微緩和，但是金門駐軍兵力仍維持一定數量。雖然金門島距離臺灣本島將近一百五十公里遠，但是其駐軍數量最多時總兵力曾超過十萬名國軍官兵。其主要原因是民國四十一年（1952年）1月中華民國政權國防部頒佈之《中華民國動員戡亂時期陸海空軍軍人暫行條例》嚴格規定在訓或現役軍人不得結婚，對軍人執行強力約束，加上當時金門離島及國軍部隊休假制度不健全，中華民國政權着眼於軍紀維持，考量軍人性慾等因素，特別引用《臺灣省各縣市管理娼妓辦法》與《地方政府特種營業規定》，於1952年首先在馬祖南竿復興村設置，主辦單位乃陸軍馬祖防衛司令部政五組。金門地區於1954年比照辦理，於金城鎮庵前村設立了第一座金門所屬的軍中特約茶室「庵前特約茶室」。隨後擴張到小徑村、成功、陽宅、金城等地，設立區域專屬特約茶室，以低價或免費方式向中華民國駐金門官兵軍提供性服務，主辦單位乃陸軍金門防衛司令部政五組。爾後，更擴大到台灣本島各軍團或部隊集結點及軍事設施地點附近。
金門以公娼模式設立此類型正式名稱為「軍中特約茶室」的軍妓妓院。而類似公娼的這類型特約茶室，主要目的是以低價或免費方式向金門駐軍提供性服務。軍人在其情慾不能循正常婚姻管道紓解下，只有找上「軍中樂園」宣洩。另一方面，當年多數中下層軍人菲薄薪餉，也養不起一個家庭，談戀愛或說媒相親結婚，也是非常艱辛，解決性慾，非上「軍中樂園」不可。

## 游自樂案件
1969年判決見報，臺北市議員宋霖康勾結妓女戶老闆，強保從良雛妓，輾轉流落桃園特約茶室，轉入後於同年3月被桃園縣警察局查獲。
1965年，臺北市政府警察局少年警察隊查獲誘拐離家少女，輾轉流落至龍崗特約茶室，遭強迫賣淫案件。
1965年，被生父騙至臺中特約茶室之少女，在此長期被迫接客，趁颱風時逃出，向臺北市政府警察局刑事警察大隊請求保護。
1987年，在金門經營特約茶室的游自樂，在特約茶室管理者吳惜的介紹下，與吳惜之姐吳金英接洽，將吳金英之女由臺北市帶往金門特約茶室接客。當時這位少女尚未成年，年僅16歲，不符合國防部規定，卻在97天內被迫接客3,000多次。少女回台後，其父江正雄發現此事，向警方報案。游自樂聲稱獲得軍方許可，臺灣士林地方法院行文陸軍總司令部外島服務處及陸軍金門防衛司令部，要求調閱游自樂的申請單，但遭拒絕。法院最終判決游自樂徒刑10個月。

## 結束
1974年，因台灣社會逐漸變遷，着眼於社會治安與人權，特約茶室逐步關閉，至1980年代之後，台灣本島的特約茶室停止營業。
作為戰地離島的金門與馬祖，其特約茶室則持續到1990年代。在1987年游自樂案發生後，因社會壓力，軍方決定關閉金門與馬祖的特約茶室。金門特約茶室於1990年結束營業，而馬祖梅石村及東引北竿的特約茶室怡春園則廢止於1992年。從此，台灣的特約茶室走入歷史。

## 社會文化影響
金門第一家特約茶室就設在庵前村口，為三級古蹟豐蓮山牧馬侯祠之右方，因地點臨近廟宇有辱神格，隨遭居民抗議。

2010年11月12日，金門國家公園啟用「特約茶室展示館」，位於金門金湖鎮小徑126號。

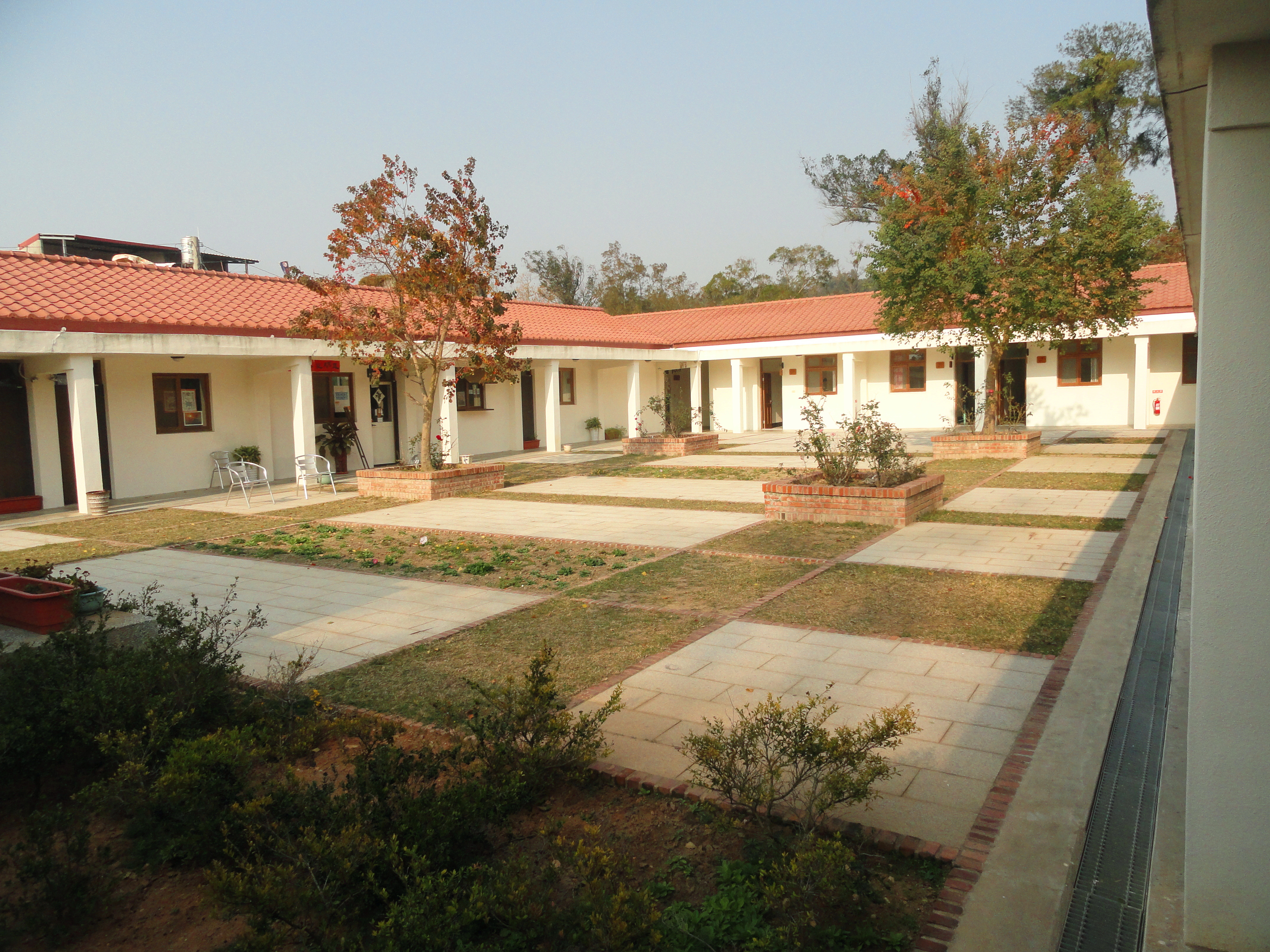
位于金门县金湖镇的特约茶室展示馆内部

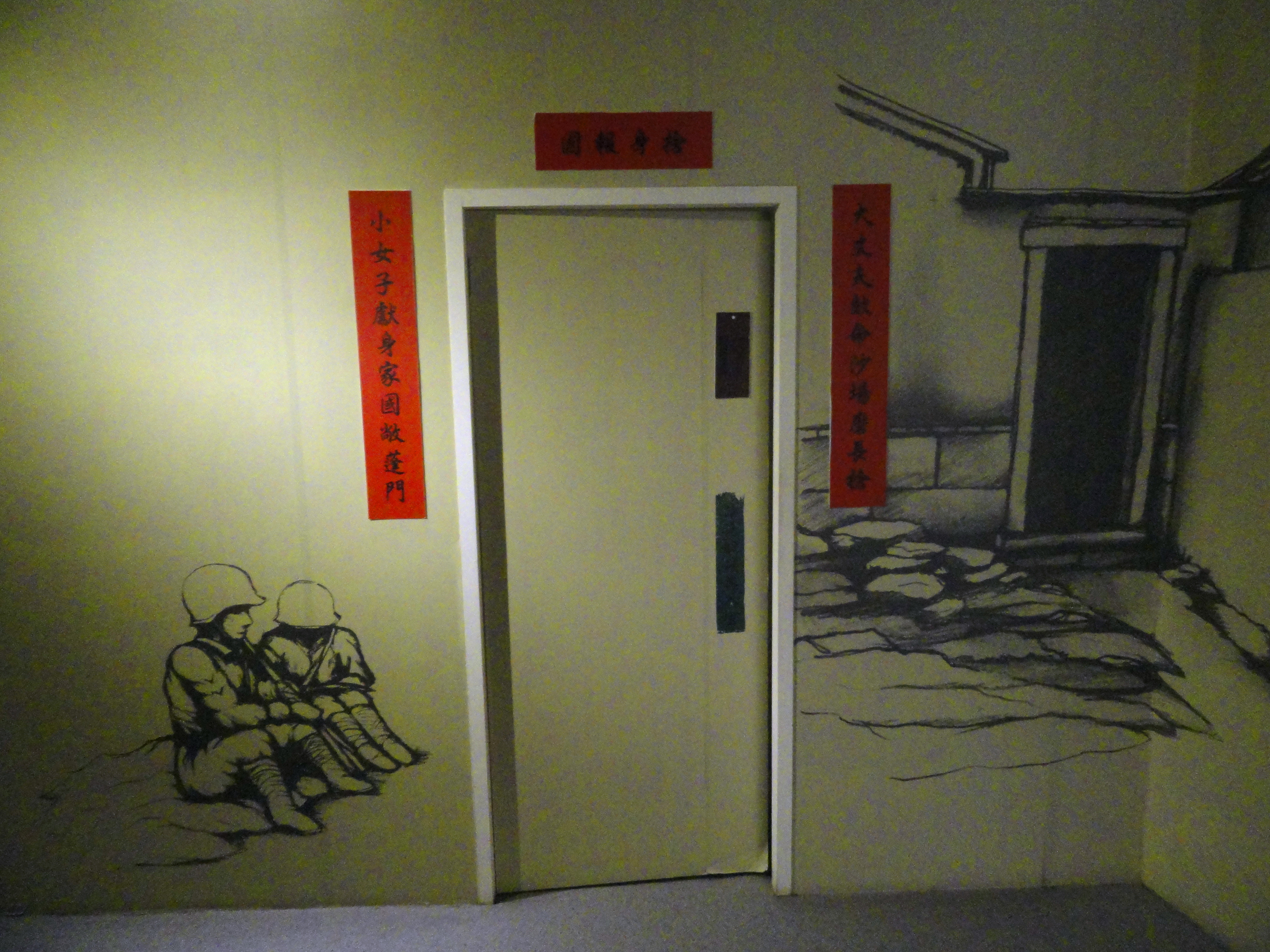
特约茶室展区内的对联

### 書目
- 金門國家公園管理處金門戰事紀錄及調查研究（二） 《第六章 戰地性產業：軍中樂園特約茶室（八三一）》金門國家公園管理處出版

### 引用
1. ↑  楊肅民. . 2010-10-11. （原始内容存档于2020-07-20） （中文（臺灣））.
2. 1 2 3 4 5 6 7 8   (PDF).   [2016-07-16]. （原始内容 (PDF)存档于2016-08-19）.
3. ↑  珠山圖書報社《顯影》新村周刊，金門，1930年。
4. ↑  陳長慶《時光已走遠》金門縣文化，2005年，頁122。
5. 1 2  金防部. .
6. 1 2  陳長慶，《金門特約茶室》，金門縣文化局，2007，ISBN 978-986-00-8579-2
7. ↑  八三一風雲[永久], 空軍防空學校 （繁體中文）
8. 1 2  http://www.matsu.idv.tw/print.php?f=202&t=39090&p=1 （页面存档备份，存于） 社論「特約茶室 特殊景點」 - 轉載邱新福先生撰寫的《北竿鄉志》]，連江縣馬祖日報社，2007-01-12
9. ↑  1969年1月11日《聯合報》第三版：「台北市議員宋霖康，中壢鎮清香亭妓女戶老闆林蜂蜜，紅玫瑰妓女戶老闆吳明章互相勾結，向台北市婦女職業輔導所強保已從良的雛妓許阿森、劉月霞，又將她們迫入火坑，被最高法院以妨害風化罪，各判處有期徒刑三年六月。法院在判決書中指出：被告宋霖康身為民意代表，不思造福人群，為民表率，竟自趨下流，甘受妓女戶老闆驅使，為虎作倀，千方百計，騙誘立志從良稚齡少女送入火坑賣淫，如同逼人入地獄，情節可惡，罪不可恕。林蜂蜜將十九歲的雛妓許×森，吳明章將十四歲雛妓劉×霞，先後分別送至『桃園特約茶室』賣淫，未久，於同年三月十六日，為桃園縣警察局查獲，轉由省警務處於同年四月七日，送交臺北市政府婦女職業輔導所保護，均已立志從良。」
10. ↑  1965年11月17日《聯合報》第三版：「台北市警局少年警察隊，偵破一件涉嫌逼良為娼案，十五歲陳姓少女於本月十二日逃家，經家屬報警查尋結果，才知道是被傅傑、林滿妹夫婦誘拐離家，經傅傑施以強暴後，由同夥謝文鑫、鄺農二人將陳女賣到關渡茶室，繼又轉賣到『龍崗特約茶室』，由其經理石金貴及管理員劉煥洋迫她每週接客一百次，使陳女無法忍受，昨日經市警局少年隊救出火坑，交由家長領回，一干涉嫌逼良為娼疑犯，均已捕獲偵辦。」
11. ↑  1965年7月27日《聯合報》第三版：「十九歲花蓮籍女子曾×英，因不堪在『特約茶室』出賣靈肉之苦，於哈莉颱風來襲時逃出，向臺北市政府警察局刑事警察大隊請求保護，警局將於今日把她送到北市婦職館收容習藝。曾女在警局哭訴；她在十六歲時因生母死亡，生父即作主將她嫁給一個四十多歲的男子為妻，至去年與該男子離婚，乃父騙她到台中遊玩，結果是以兩萬元代價把她押給『台中特約茶室』賣淫，她因不堪長期接客出賣靈肉之苦，趁颱風來襲逃出，到台北由一女友陪同到市警局請求保護。」
12. ↑  管仁健. . 新頭殼. 2015-08-07  [2015-08-25]. （原始内容存档于2021-05-09）.